# Zeitroman
Zeitroman (z niem. powieść o czasie) – w niemieckiej terminologii krytycznej nazwa rozbudowanej powieści, zazwyczaj bliskiej realizmowi, przedstawiającej w szerokim ujęciu współczesną rzeczywistość społeczną, przede wszystkim zaś jej problemy ideowe i filozoficzne.

## Przykłady
- Tomasz Mann - Czarodziejska góra
- Robert Musil - Człowiek bez właściwości
- Valeska Gräfin Bethusy-Huc - Um die Ehre